# 斯托列托夫定律
斯托列托夫定律（英語：Stoletov's law）：金属表面受电磁辐射所感生的光电流和辐射光的强度成正比例。这定律被称为光电效应的第一定律。它是亚历山大·斯托列托夫于1888年发现的。